# César Larrabure Gálvez
César Ricardo Jesús Larrabure Gálvez (Chincha, 26 de noviembre de 1946) es un administrador de empresas, ingeniero agrícola y político peruano. Fue congresista de la república durante el periodo 1995-2000 y congresista constituyente en 1992. También fue diputado en 1985.

## Biografía
César Larrabure nació en la ciudad de Chincha, ubicado en el departamento de Ica, el 26 de noviembre de 1946. Fue hijo de Enrique Larrabure y de Blanca Gálvez. Es casado con Rina Bertorini y tiene 5 hijos.
Realizó sus estudios primarios y secundarios en el Colegio Markham de la ciudad de Lima. Luego, ingresó a la Facultad de Administración de Empresas en la Universidad de Lima y a la de Ingeniería Agrícola de la Universidad Nacional Agraria La Molina.
Se dedicaba a la agricultura y la minería y fue director gerente de la empresa Avícola LECOFRA. También tenía negocios propios relacionados al rubro avícola y hotelero.

## Carrera política
Se inició en la política como miembro del Movimiento de Bases Hayistas fundado por renunciantes al Partido Aprista Peruano y Larrabure fue candidato a la alcaldía de Chincha en 1983 sin tener éxito.
En las elecciones del año 1985 fue candidato a la Cámara de Diputados representando al departamento de Ica por la alianza entre el Partido Popular Cristiano y el Movimiento de Bases Hayistas llamada Convergencia Democrática liderada por Luis Bedoya Reyes. Larrabure resultó elegido como diputado para el periodo parlamentario 1985-1990.
Intentó ser reelegido en 1990 por el Frente Democrático, coalición liderada por Mario Vargas Llosa y formada por Acción Popular, el Partido Popular Cristiano y el Movimiento Libertad. Sin embargo, no resultó reelegido.
Ante el cierre del Congreso decretado por Alberto Fujimori el 5 de abril de 1992, se convocaron a elecciones constituyentes con el fin de la crear una nueva constitución. Larrabure decidió postular por el Frente Independiente Moralizador, partido político de Fernando Olivera, y resultó elegido con 14,866 votos.
Presidió la primera Comisión Investigadora de las irregularidades del caso CLAE, así como supuestos tráficos de influencias de congresistas para el pago de letras en dicha organización. Durante su pase por el CCD, Larrabure sorpresivamente decidió dejar el FIM para luego pasarse a la bancada oficialista, siendo parte de los primeros tránsfugas del fujimorismo.
Al culminar su gestión, César Larrabure postuló nuevamente al Congreso de la República en las elecciones del año 1995, siendo esta vez como integrante de la coalición fujimorista Cambio 90 - Nueva Mayoría, y resultó elegido por segunda vez como congresista siendo juramentado para el periodo 1995-2000.
En el parlamento ejerció como presidente de la Comisión Revisora de la Cuenta General de la República (1998-1999) y como presidente de la Comisión Agraria (1999-2000). También fue secretario de la Comisión de Trabajo. Larrabure junto con los demás congresistas del oficialismo fueron los principales artífices de una campaña de desprestigio contras los miembros de la oposición y endiosaban la imagen de Alberto Fujimori junto con Vladimiro Montesinos, quien este último venía siendo cuestionado por vínculos con el narcotráfico.
En las elecciones del año 2000, intentó ser reelegido nuevamente por el fujimorismo, sin embargo, no tuvo éxito. Desde la caída del régimen de Alberto Fujimori y la fuga de Vladimiro Montesinos, César Larrabure se mantuvo desaparecido del ámbito político debido a varios vínculos con el exasesor condenado por corrupción.